# Statsministeromröstningen i Sverige 29 november 2021
Statsministeromröstningen 29 november 2021 var en omröstning i Sveriges riksdag där Magdalena Andersson valdes till statsminister för att bilda minoritetsregering med enbart Socialdemokraterna. 
Regeringen tillträdde den 30 november 2021 vid en skifteskonselj och blev regeringen Löfven III efterträdare och Magdalena Andersson blev Sveriges första kvinnliga statsminister.

## Bakgrund
Magdalena Andersson valdes till statsminister veckan tidigare, 24 november 2021, men lämnade in ansökan om entledigande samma dag. Detta för att riksdagen senare samma dag röstade för Moderaternas, Kristdemokraternas och Sverigedemokraternas budgetförslag, vilket ledde till att Miljöpartiet valde att avstå från att ingå i en ny gemensam regering. De menade att de inte kunde delta i en regering som gav Sverigedemokraterna inflytande. Magdalena Andersson öppnade därför för en ny statsministeromröstning för att försäkra att hon fortfarande åtnjöt riksdagens förtroende. Redan samma dag uttryckte Andersson att hon skulle söka mandat för enpartiregering bestående av bara Socialdemokraterna.

## Omröstningen
Riksdagen röstade den 29 november 2021 ja till talmannens förslag att välja Magdalena Andersson som ny statsminister under premissen att Socialdemokraterna skulle bilda en enpartiregering. Röstsiffrorna var 101 för, 173 emot, 75 avstod och ingen var frånvarande. För prövning av förslag till statsminister gäller negativ parlamentarism, vilket innebär att förslaget godkändes eftersom färre än hälften av riksdagens ledamöter röstar emot förslaget. I enlighet med talmannens planer tillträdde regeringen Andersson sedan den 30 november 2021, under en skifteskonselj som inleddes med att Andersson meddelande sin regeringsförklaring för Riksdagen och avslutades med kungen på slottet.
| 100 |
| --- |
| Ann-Christin Ahlberg Sofia Amloh Daniel Andersson Johan Andersson Denis Begic Patrik Björck Heléne Björklund Yasmine Bladelius Marlene Burwick Johan Büser Clas-Göran Carlsson Gunilla Carlsson Teresa Carvalho Mikael Dahlqvist Adnan Dibrani Hans Ekström Jamal El-Haj Patrik Engström Åsa Eriksson Erik Ezelius Kenneth G. Forslund Isak From Marianne Fundahn Marie Granlund Elin Gustafsson Roza Güclü Hedin Monica Haider Abraham Halef Thomas Hammarberg Johanna Haraldsson Jörgen Hellman Caroline Helmersson Olsson Hans Hoff Paula Holmqvist Per-Arne Håkansson Eva-Lena Jansson Anna Johansson Mattias Jonsson Joakim Järrebring Ida Karkiainen Annelie Karlsson Niklas Karlsson Åsa Karlsson Sultan Kayhan Tomas Kronståhl Serkan Köse Diana Laitinen Carlsson Gustaf Lantz Dag Larsson Lars Mejern Larsson Malin Larsson Rikard Larsson Sanne Lennström Kristoffer Lindberg Teres Lindberg Åsa Lindestam Eva Lindh Elin Lundgren Fredrik Lundh Sammeli Petter Löberg Johan Löfstrand Magnus Manhammar Ola Möller Laila Naraghi Pyry Niemi Jennie Nilsson Kristina Nilsson Pia Nilsson Ingela Nylund Watz Leif Nysmed Carina Ohlsson Solange Olame Bayibsa Kalle Olsson Jasenko Omanović Mattias Ottosson Björn Petersson Helén Pettersson Lawen Redar Azadeh Rojhan Gustafsson Joakim Sandell Markus Selin Linus Sköld Annika Strandhäll Anna-Belle Strömberg Maria Strömkvist Gunilla Svantorp Anna-Caren Sätherberg Mathias Tegnér Olle Thorell Emilia Töyrä Mattias Vepsä Anna Vikström Anna Wallentheim Hanna Westerén Åsa Westlund Björn Wiechel Mats Wiking Carina Ödebrink Paula Örn Anders Österberg |

| 70 |
| --- |
| Ann-Sofie Alm Jan R. Andersson Alexandra Anstrell Kristina Axén Olin Hanif Bali Lars Beckman Sten Bergheden Jörgen Berglund Tobias Billström Elisabeth Björnsdotter Rahm Carl-Oskar Bohlin Helena Bouveng Katarina Brännström Margareta Cederfelt Åsa Coenraads Mikael Damsgaard Ida Drougge John Weinerhall Annicka Engblom Karin Enström Jan Ericson Johan Forssell Mats Green Ann-Charlotte Hammar Johnsson Anders Hansson Åsa Hartzell Ulrika Heindorff Lars Hjälmered Johan Hultberg Marie-Louise Hänel Sandström Kjell Jansson Lars Jilmstad Pål Jonson Ellen Juntti Ulrika Jörgensen Arin Karapet Mattias Karlsson Ulrika Karlsson Ulf Kristersson Ann-Sofie Lifvenhage Marléne Lund Kopparklint Betty Malmberg Maria Malmer Stenergard Josefin Malmqvist Noria Manouchi Louise Meijer Lotta Olsson Erik Ottoson Lars Püss Saila Quicklund Edward Riedl Jessica Rosencrantz Jessika Roswall Hans Rothenberg Magdalena Schröder Fredrik Schulte Maria Stockhaus Helena Storckenfeldt Magnus Stuart Elisabeth Svantesson Cecilie Tenfjord-Toftby Hans Wallmark Camilla Waltersson Grönvall Sofia Westergren Cecilia Widegren John Widegren Niklas Wykman Viktor Wärnick Boriana Åberg Ann-Britt Åsebol |

| 62 |
| --- |
| Jonas Andersson Lars Andersson Tobias Andersson Clara Aranda Ludvig Aspling Angelika Bengtsson Bo Broman Mattias Bäckström Johansson Alexander Christiansson Dennis Dioukarev Staffan Eklöf Aron Emilsson Matheus Enholm Yasmine Eriksson Mikael Eskilandersson Runar Filper Josef Fransson Ann-Christine From Utterstedt Jörgen Grubb Roger Hedlund Ebba Hermansson Richard Jomshof Patrik Jönsson Mattias Karlsson Martin Kinnunen Julia Kronlid Fredrik Lindahl Linda Lindberg Angelica Lundberg David Lång Adam Marttinen Thomas Morell Mats Nordberg Caroline Nordengrip Katja Nyberg Anne Oskarsson Eric Palmqvist David Perez Magnus Persson Stefan Plath Charlotte Quensel Per Ramhorn Patrick Reslow Roger Richthoff Michael Rubbestad Oscar Sjöstedt Johnny Skalin Robert Stenkvist Mikael Strandman Jimmy Ståhl Carina Herrstedt Cassandra Sundin Sven-Olof Sällström Björn Söder Per Söderlund Christina Tapper Östberg Henrik Vinge Eric Westroth Markus Wiechel Jennie Åfeldt Jimmie Åkesson |

| 31 |
| --- |
| Alireza Akhondi Malin Björk Daniel Bäckström Jonny Cato Fredrik Christensson Catarina Deremar Magnus Ek Johan Hedin Ulrika Heie Peter Helander Martina Johansson Ola Johansson Mikael Larsson Helena Lindahl Kerstin Lundgren Annie Lööf Aphram Melki Linda Modig Sofia Nilsson Rickard Nordin Niels Paarup-Petersen Annika Qarlsson Per Schöldberg Anne-Li Sjölund Lars Thomsson Helena Vilhelmsson Anders W. Jonsson Kristina Yngwe Martin Ådahl Anders Åkesson Per Åsling |

| 27 |
| Ulla Andersson Nooshi Dadgostar Lorena Delgado Varas Ali Esbati Ida Gabrielsson Hanna Gunnarsson Tony Haddou Jens Holm Christina Höj Larsen Momodou Jallow Lotta Johnsson Fornarve Maj Karlsson Birger Lahti Gudrun Nordborg Yasmine Posio Daniel Riazat Karin Rågsjö Elin Segerlind Håkan Svenneling Mia Sydow Mölleby Ilona Szatmári Waldau Jon Thorbjörnson Jessica Thunander Vasiliki Tsouplaki Ciczie Weidby Linda Westerlund Snecker Jessica Wetterling |

| 22 |
| --- |
| Lars Adaktusson Michael Anefur Acko Ankarberg Johansson Camilla Brodin Gudrun Brunegård Ebba Busch Andreas Carlson Sofia Damm Hans Eklind Jakob Forssmed Hampus Hagman Robert Halef Magnus Jacobsson Ingemar Kihlström Ulf Lönnberg Magnus Oscarsson Mikael Oscarsson Kjell-Arne Ottosson Tuve Skånberg Pia Steensland Larry Söder Roland Utbult |

| 19 |
| --- |
| Tina Acketoft Gulan Avci Juno Blom Malin Danielsson Bengt Eliasson Joar Forssell Helena Gellerman Roger Haddad Robert Hannah Fredrik Malm Maria Nilsson Lina Nordquist Christer Nylander Jakob Olofsgård Johan Pehrson Mats Persson Arman Teimouri Barbro Westerholm Allan Widman |

| 1              |
| -------------- |
| Nina Lundström |

| 16 |
| --- |
| Leila Ali Elmi Nicklas Attefjord Mats Berglund Elisabeth Falkhaven Margareta Fransson Maria Gardfjell Axel Hallberg Camilla Hansén Annika Hirvonen Emma Hult Rasmus Ling Amanda Palmstierna Anna Sibinska Karolina Skog Pernilla Stålhammar Lorentz Tovatt |

| 1                |
| ---------------- |
| Amineh Kakabaveh |

## Efterspel
Särskilt mycket uppmärksamhet väckte att Sverige valt sin första kvinnliga statsminister, även om det inte var av samma magnitud som efter den första omröstningen.